# Noel Dempsey
Noel Dempsey (né le 6 janvier 1953) est un homme politique irlandais du Fianna Fáil qui est ministre des Transports de 2007 à 2011, ministre des Communications, de la Marine et des Ressources naturelles de 2004 à 2007, ministre de l'Éducation et des Sciences de 2002 à 2004, ministre pour l'Environnement et les Gouvernements locaux de 1997 à 2002, ministre d'État au ministère des Finances de 1993 à 1994, ministre d'État au ministère de la Défense et whip en chef du gouvernement de 1992 à 1994. Il est Teachta Dála (TD) de 1987 à 2011.

## Jeunesse
Dempsey est né à Trim, dans le comté de Meath, en 1953. Il est d'une famille de douze enfants et fait ses études à Scoil Naomh Brid à Boardsmill et à St. Michael's CBS à Trim. Dempsey fréquente ensuite l'University College de Dublin où il obtient un baccalauréat ès arts ainsi qu'un diplôme en orientation professionnelle. Il obtient ensuite un diplôme supérieur en éducation au St Patrick's College de Maynooth et travaille comme professeur d'orientation professionnelle pendant de nombreuses années.
Dempsey est marié à Bernadette Rattigan et ils ont quatre enfants – deux fils et deux filles. Il est également membre de la Gaelic Athletic Association et est un fervent partisan de l'équipe de football gaélique de Meath ainsi que des équipes de son club local.

## Début de carrière politique
Dempsey s'implique pour la première fois dans la politique au début des années 1970 lorsqu'il rejoint Ógra Fianna Fáil, l'aile jeunesse du Fianna Fáil. Il prend la parole à la toute première conférence nationale d'Ógra en 1973. Dans les trois ans qui suivent, Dempsey est coopté au conseil du comté de Meath en tant que conseiller du comté de Fianna Fáil en 1977, à la suite du décès de John Bird. À l’époque, il est le plus jeune membre de cette autorité et il est ensuite le plus jeune président du conseil en 1986. Il est également membre du conseil du district urbain de Trim.
Dempsey est élu pour la première fois au Dáil Éireann lors des élections générales de 1987 en tant que député Fianna Fáil pour Meath. Peu de temps après son élection, il devient membre de la Commission des comptes publics, l'une des commissions les plus en vue de l'Oireachtas. Dempsey est initialement un partisan du leader du Fianna Fáil, Charles Haughey ; cependant, il est déçu par son action lorsqu'il amène le Fianna Fáil à une coalition avec les démocrates progressistes après les élections générales de 1989. Il fait partie des nombreux députés qui s’opposent avec véhémence à une telle décision. En conséquence, Dempsey reste sur les bancs d’arrière-ban.
En septembre 1991, Dempsey est un membre clé du soi-disant « gang des quatre » qui propose une motion de censure à l'égard de Charles Haughey en tant que chef du parti. Dempsey soutient Albert Reynolds dans sa tentative infructueuse d'évincer Haughey à cette occasion. En 1992, Reynolds devient finalement chef du parti et la loyauté de Dempsey est récompensée par une nomination comme ministre d'État chargé de la responsabilité de whip en chef du gouvernement. Il prend également en charge le Bureau des Travaux Publics. Il occupe ces postes jusqu'à la démission de Reynolds du poste de Taoiseach et l'effondrement de la coalition  Fianna Fáil-Parti travailliste en 1994.
En décembre 1994, Bertie Ahern devient chef du Fianna Fáil alors que le parti passe dans l'opposition. Dempsey est nommé porte-parole pour l'environnement et les gouvernements locaux. Au cours de cette période dans l'opposition, il est fortement impliqué dans des stratégies électorales clés, notamment lors de l'élection partielle de Dublin-Ouest remportée par Brian Lenihan Jnr. Il s'agit de la première victoire du Fianna Fáil aux élections partielles depuis 1985.

## Carrière ministérielle: 1997-2011

### Ministre de l'Environnement et des Collectivités locales: 1997-2002
Après les élections générales de 1997, Dempsey joue un rôle clé dans la négociation d'un programme de gouvernement entre le Fianna Fáil et les Démocrates progressistes. Lorsque Bertie Ahern devient Taoiseach, Dempsey est nommé ministre de l'Environnement et des Gouvernements locaux.
Il défend la loi de 2000 sur le gouvernement local et introduit une taxe sur les sacs en plastique, entraînant une réduction de l'utilisation de ces sacs et une diminution du problème des déchets. Dempsey propose de mettre fin au « double mandat » selon lequel une personne peut exercer les fonctions de conseiller de comté et occuper en même temps un autre poste électif. Cette proposition suscite une vive opposition de la part des députés indépendants qui soutiennent le gouvernement à l'époque et est reportée. La loi est votée en 2003.
Au cours de son mandat de ministre, Dempsey continue à exercer les fonctions de directeur des élections du Fianna Fáil. Son premier grand succès est l'élection de Mary McAleese au poste de présidente de l'Irlande en 1997. Deux ans plus tard, en 1999, il dirige la campagne électorale locale pour le parti.

### Ministre de l'Éducation et des Sciences: 2002-2004
Après la réélection du gouvernement en 2002, Dempsey devient ministre de l'Éducation et des Sciences. Il prend ses fonctions de ministre à une époque où l'un des syndicats d'enseignants est extrêmement mécontent d'un certain nombre de questions salariales. Ces problèmes sont finalement résolus en 2002, peu après son entrée en fonction. En tant que ministre de l'Éducation, Dempsey est contraint à une démission embarrassante en 2004, après à sa proposition de réintroduire des frais de scolarité au troisième niveau. Cette décision se heurte à l'opposition de l'Union des étudiants d'Irlande et des Démocrates progressistes.

### Ministre des communications, de la mer et des ressources naturelles: 2004-2007
Lors d'un remaniement ministériel en septembre 2004, Dempsey est nommé ministre des Communications, de la Marine et des Ressources naturelles. Au cours de son mandat, il supervise le projet gazier controversé de Corrib. Après avoir accepté de faire réaliser une évaluation indépendante du gazoduc prévu pour Kilcommon, Erris, Dempsey engage une entreprise pour la réaliser. Ce n'est qu'après la conclusion du rapport qu'il est apparu que l'entreprise appartenait à moitié à Royal Dutch Shell, un fait dont ils ont négligé de parler au ministre. Dempsey, embarrassé, est contraint de commander à la hâte un autre rapport.
À la fin de son mandat au ministère des Communications, de la Marine et des Ressources naturelles et avant les élections générales de 2007, son ministère travaille à la mise en place de la télévision numérique terrestre et aboutit à la loi de 2007 sur la radiodiffusion (amendement).

### Ministre des Transports: 2007-2011
À la suite des élections générales de 2007, Dempsey est nommé ministre des Transports. Il fait voter une loi obligeant les titulaires d'un permis de conduire provisoire d'être accompagnés par un conducteur qualifié, entrée en vigueur le 1er juillet 2008.
Le 17 décembre 2010, il annonce qu'il ne se présenterait pas aux élections générales de 2011. Le 19 janvier 2011, il annonce sa démission de son poste de ministre des Transports.